# دربند سر پل خواجه
دربند سر پل خواجه مربوط به دوران‌های تاریخی پس از اسلام است و در ندوشن، محله جولان واقع شده و این اثر در تاریخ ۱۱ مرداد ۱۳۸۴ با شمارهٔ ثبت ۱۲۳۶۷ به‌عنوان یکی از آثار ملی ایران به ثبت رسیده است.